# قیاء، عربستان
قیاء (به عربی: قیاء) یک منطقهٔ مسکونی در عربستان سعودی است که در استان مکه واقع شده‌است.